# Jan Thijssen (verzetsstrijder)

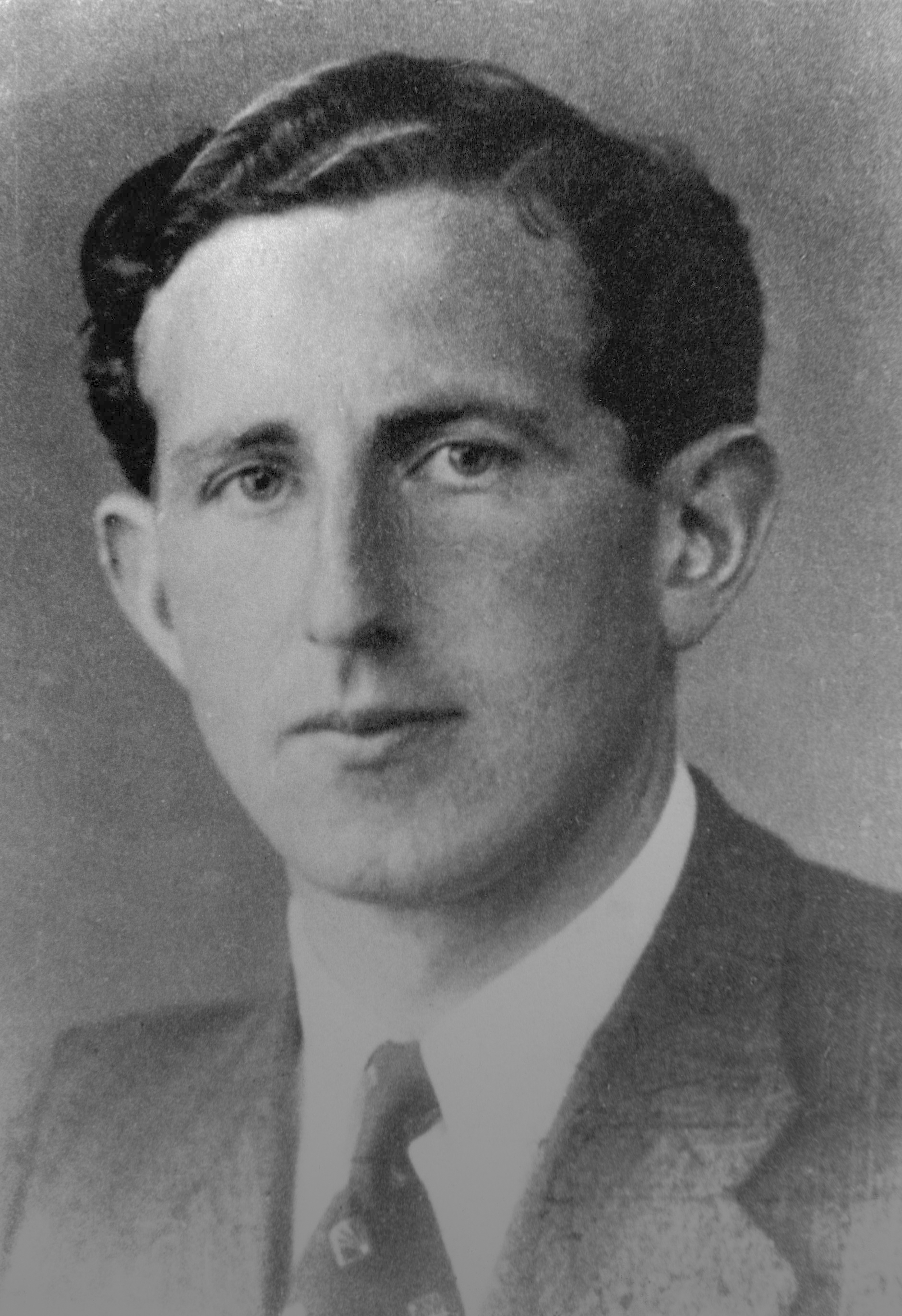
Jan Thijssen

Jan Thijssen (Bussum, 29 december 1908 – Woeste Hoeve, 8 maart 1945) was een Nederlandse verzetsstrijder tijdens de Tweede Wereldoorlog. Zijn schuilnamen waren Lange Jan en Karel. Hij werkte bij de Ordedienst (OD) als hoofd van de Radiodienst. Op 31 december 1943 werd hij door jhr. Pieter Jacob Six (1894-1986), de chef staf van de OD, wegens eigengereid optreden uit de OD gezet. Op 1 mei 1943 richtte hij samen met zes geestverwanten de Raad van Verzet (RVV) op. Ten behoeve van de RVV bouwde hij een nieuwe Radiodienst op. Hij vervulde bij de RVV de functie van hoofd van het Operatiecentrum. Op 1 november 1944 werd hij door kolonel Henri Koot (1883-1959), de commandant van de Binnenlandse Strijdkrachten (BS), gelast met onmiddellijke inwerkingtreding van dit bevel het commando over het Operatiecentrum van de RVV en over de daaronder ressorterende brigades neer te leggen. Op 9 november 1944 werd Thijssen door de Sicherheitspolizei und SD op de rijksweg tussen Den Haag en Rotterdam tijdens een autocontrole gearresteerd. Op 8 maart 1945 werd Thijssen samen met 116 verzetsstrijders bij de "Woeste Hoeve" op de weg naar Apeldoorn gefusilleerd.

## Familie en werk
Thijssen was een neef van Theo Thijssen, bekend als schrijver en als Tweede Kamerlid van de Sociaal Democratische Arbeiders Partij (SDAP). Hij werd in 1908 in Bussum geboren. Thijssen kwam uit een socialistisch gezin. De familie woonde aan de Gooilaan 12 in de wijk Het Spiegel. Zijn vader was firmant van het in kringen van de SDAP en Nederlands Verbond van Vakverenigingen (NVV) vaak ingeschakelde accountantskantoor Thijssen & van de Kieft. Bij Thijssen thuis hadden ze het niet breed. In Bussum doorliep hij de vijfjarige HBS. Thijssen wilde verder studeren. Geld voor een universitaire studie was er niet. De interesse van Thijssen ging uit naar elektrotechniek. Op de HBS was hij begonnen met het repareren en bouwen van radiotoestellen. De radiotoestellen verkocht hij aan particulieren en zo verdiende hij zelf het geld voor zijn studie in de elektrotechniek aan de Middelbare technische school. Na zijn militaire dienstplicht vervuld te hebben werd hij elektrotechnisch ambtenaar bij het staatsbedrijf voor Posterijen, Telegrafie en Telefonie (PTT). In 1938 werd hij door het staatsbedrijf belast met het opsporen van illegale zenders. In de meidagen van 1940 was hij officier bij de infanterie. Na de demobilisatie van de Krijgsmacht trad hij in het huwelijk met Cornelia van de Weijer en hij vestigde zich in Rijswijk.

## De bouw van een binnenlands zendernet ten behoeve van de Ordedienst
Kort na de inval van de Duitsers in 1940 was Thijssen in eigen beheer begonnen met het bouwen van een binnenlands zendernet. Nadat hij in contact was gekomen met de Ordedienst werd hem vanuit deze verzetsorganisatie gevraagd om een zendernet voor de OD te bouwen. Bij de leiding van de Ordedienst leefde al een lange tijd de wens om een eigen radioverbinding tussen het Algemeen hoofdkwartier en de gewestelijke commandanten tot stand te brengen. Het binnenlands netwerk van radiozenders zou moeten fungeren als back-up verbindingssysteem voor het geval de Duitsers de telefoon- en de telegrafieverbindingen tussen de grote bevolkingscentra zouden vernielen.
Wat Thijssen te bieden had was precies wat de chef staf van de OD, jhr. Pieter Jacob Six nodig had. Daarnaast kwam zijn taak het bouwen van een Radiodienst en de gedachte bij een spoedige verwachte geallieerde invasie belangrijke diensten te kunnen bewijzen tegemoet aan de onstuimige dadendrang van Thijssen. In de zomer van 1942 werd Thijssen benoemd tot het hoofd van de Radiodienst bij de OD. Na maanden van hard werken was medio 1943 het binnenlandse zendernet gereed voor gebruik. In elk gewest van de OD had Thijssen met zijn medewerkers een radiogroep opgericht. Aan de radiogroepen waren codeofficieren verbonden. Men was in staat om vanuit het Algemeen hoofdkwartier in Amsterdam over het zendernet gecodeerde telegrammen naar de radiogroepen in de OD-gewesten te verzenden. Thijssen wilde het binnenlandse zendernet zo snel mogelijk in gebruik nemen. Van jhr. Pieter Jacob Six, de chef staf van de OD, kreeg Jan Thijssen het bevel om met het gebruik van het binnenlands zendernet te wachten tot Nederland bevrijd was en de Duitse aftocht een feit was.

## Het conflict tussen jhr. Pieter Jacob Six en Jan Thijssen
Jan Thijssen was niet van plan om te wachten met het in gebruik nemen van zijn binnenlands zendernet. Thijssen vond het een zinloos idee om de Radiodienst niet onmiddellijk te laten functioneren als hulporgaan voor de gehele illegaliteit met inbegrip van de OD. Thijssen begon zich te ergeren aan het passieve karakter van de OD. Thijssen sprak daar ook over in vertrouwde kring. Het stond hem tegen dat de mensen van de OD passief afwachtten tot de oorlog voorbij was om daarna de orde te herstellen en dan met de mooie baantjes aan de haal gaan. Met deze verzetsmentaliteit kon Thijssen zich niet verenigen.
Zwaar gedesillusioneerd door de opstelling van Six ging Thijssen vanaf dat moment drie doeleinden nastreven. De Radiodienst die door hem was opgericht en die hij een louter aan hem ondergeschikte organisatie beschouwde wilde hij de plaats geven van een binnenlands zendernet ten dienste van alle illegale organisaties de OD inbegrepen. Hij trachtte in direct contact te komen met de Nederlandse regering in Londen en hij ging een nieuwe landelijke verzetsorganisatie oprichten, die anders dan de OD zich op het daadwerkelijke verzet ging concentreren. Op 1 mei 1943 richtte Thijssen met een aantal geestverwanten de Raad van Verzet op.
Toen in Delfzijl twee zenders voor het onderhouden van het contact met Londen arriveerden ging Thijssen deze zenders buiten de OD om gebruiken voor zijn eigen doeleinden. Zodoende was hij in staat de Nederlandse regering in Londen te informeren over de RVV en de April-meistakingen van 1943. In Londen vatte aldus de mening post dat de RVV kennelijk een belangrijke organisatie was. Het gevolg daarvan was dat de RVV de voorkeur kreeg bij de wapendroppings.
De eigenzinnige acties van Thijssen deden Six constateren dat zijn hoofd Radiodienst, die formeel nog steeds zijn ondergeschikte was, volledig zijn eigen gang ging en een geheel zelfstandige koers ging varen. Voor Six was het onaanvaardbaar dat Thijssen met verbindingsmiddelen van de OD op eigen houtje aan de gang ging bij het vormen van een nieuwe organisatie. In oktober 1943 besloot Six om Thijssen het commando over de Radiodienst van de OD te ontnemen. Elektrotechnisch ingenieur Johan Heyboer uit Eindhoven neemt het commando van de Radiodienst over. Toen het conflict verder escaleerde besloot Six om Thijssen op 31 december 1943 wegens eigengereid optreden uit de OD te zetten. De verwijdering die er als gevolg van het conflict tussen Thijssen en Six was ontstaan heeft tot aan het einde van de oorlog een goede samenwerking tussen de RVV en de OD in de weg gestaan.

## De opbouw van de Radiodienst van de Raad van Verzet
Met taaie vasthoudendheid begon Jan Thijssen meteen aan de opbouw van een nieuw binnenlands zendernet. Eind december 1943 was de nieuwe Radiodienst van Thijssen landelijk nog niet veel meer dan een schema maar in maart 1944 was de opbouw al ver gevorderd. Medewerkers van de Radiodienst die werkzaam waren op de Nederlandsche Seintoestellen Fabriek in Hilversum zagen kans daar materiaal voor dertig radio zend ontvangers achterover te drukken. Het nieuwe zendernet werd gelieerd aan de RVV. De Radiodienst van de Raad van Verzet werd in de zomer van 1944 operationeel.

## De Raad van Verzet stuurt een boodschapper naar Londen
Na de April-meistakingen van 1943 was door de RVV in de loop van het jaar diverse malen telegrafisch om hulp van de Nederlandse regering in Londen verzocht. Reacties hierop waren uitgebleven. In september 1943 besloot de RVV om een "boodschapper" naar Londen te sturen. Thijssen besloot zijn vriend Andreas Wilhelmus Maria Ausems naar Engeland te sturen en aan hem Het "Verslag Ervaringen Hoofd Radiodienst" mee te geven. In het verslag stonden de doelstellingen beschreven die Thijssen met de RVV en de Radiodienst nastreefde. Na de gesprekken met Ausems besloot de leiding van het Bureau Inlichtingen (BI) om vanaf januari 1944 en de daarop volgende maanden een groep agenten boven bezet gebied te parachuteren. De groep bestond uit organisatoren en radiotelegrafisten. Met de radiotelegrafisten wilde het BI de Zendgroep BI-Radiodienst oprichten om steun te kunnen verlenen aan de Radiodienst van Jan Thijssen. Op het moment dat de tijd daar rijp voor was zou ook het Bureau Bijzondere Opdrachten (BBO) agenten en materiaal boven bezet gebied parachuteren om de RVV met personeel en materieel te ondersteunen. De eerste agenten(Josephus Adriaansen en Harm Steen) werden in de nacht van 10 op 11 januari 1944 door het BI in de omgeving van Breda bij Rijsbergen geparachuteerd.

## Jan Thijssen wordt de operationele leider van de RVV
In juli 1944 kwamen de landelijke leiders van de RVV en de leiders van de RVV-Zuid bijeen op het Groot Kasteel van Deurne. Thijssen stelde de leiders voor om de RVV-afdelingen om te zetten in sabotagegroepen die een guerrillaoorlog tegen de Duitse bezetter moesten voeren.
Voor de sabotageacties werd op 25 augustus 1944 door de Topleiding van de Landelijke Knokploegen (LKP) J.A. van Bijnen tot landelijk sabotagecommandant benoemd. Om reden van militaire efficiëntie verleende de RVV in dezelfde periode aan Thijssen bij besluit van de Raad eenzelfde positie ten aanzien van de RVV-groepen. Thijssen kreeg de bevoegdheid om zelfstandig de maatregelen van organisatie te treffen en de acties te ondernemen die voor de uitvoering van de geallieerde directieven en bevelen noodzakelijk waren. Thijssen kon nu de RVV-groepen zonder overleg met de Raad bevelen geven. Het Operatiecentrum van de RVV trad daarmee in werking en Thijssen werd de operationele leider van de RVV. Eind augustus 1944 vestigde Thijssen het Operatiecentrum in Rotterdam. De officiële zetel van de Raad bleef in Amsterdam. Doordat de in de nacht van 5 op 6 juli 1944 boven bezet gebied geparachuteerde agent Louk Mulholland met Thijssen en de RVV ging samenwerken kreeg Thijssen aan het eind van augustus 1944 rechtstreeks contact met het Bureau Bijzondere Opdrachten. Hierdoor kon nu ook de RVV rekenen op de ontvangst van wapens en ander voor het verzet nuttig materiaal.

## De werving van manschappen en de reorganisatie van de RVV
Op Dolle Dinsdag 5 september 1944 heerste alom de overtuiging dat de bevrijding van bezet Nederland op gang was gekomen. In Rotterdam, zoals op vele plaatsen, was de ontreddering onder de Wehrmacht groot en de definitieve Duitse aftocht leek inderdaad aan te vangen. De avond tevoren had het Supreme Headquarters Allied Expeditionary Force (SHAEF) via de radiozender Radio Oranje de Rotterdamse bevolking opgeroepen te voorkomen dat de Duitsers de haveninstallaties en spoorwegemplacementen zouden vernielen. Thijssen bezat tot zijn ergernis vrijwel geen manschappen of materieel waarmee hij aan deze oproep gevolg kon geven. Bovendien waren de RVV-groepen toen nog niet in staat om paramilitaire acties van enige omvang te ondernemen. Thijssen had alleen zijn Operatiecentrum, waarmee hij misschien acties van anderen kon coördineren. Daarnaast had hij de beschikking over de verbindingsfaciliteiten van zijn Radiodienst. De verwachte doorstoot van de geallieerde legers stagneerde. Jan Thijssen besloot gebruik te maken van de adempauze die aan het militaire front was ontstaan. Om de RVV-organisatie op sterkte te brengen werd de werving van manschappen intensief aangepakt. Op 13 september 1944 reorganiseerde Thijssen zijn verzetsorganisatie tot op militaire leest geschoeide brigades. De door Thijssen beoogde organisatiestructuur kwam in slechts twee brigades tot volledige ontwikkeling. Het was de brigade Rotterdam en de brigade op de Veluwe. De werving van de manschappen verliep succesvol. In juni 1944 bedroeg de landelijke sterkte circa achthonderd manschappen. Toen aan het begin van november 1944 de werving door de brigades werd stopgezet bedroeg de landelijke sterkte circa vierentwintighonderd manschappen, terwijl de RVV-brigade Rotterdam na de wervingsactie circa negenhonderd manschappen telde.

## De vorming van de Binnenlandse Strijdkrachten
Op 3 september 1944 zond Radio Oranje namens Koningin Wilhelmina (1880-1962) de mededeling uit dat ze Prins Bernhard (1911-2004) had benoemd tot Bevelhebber der Nederlandse Strijdkrachten en dat Prins Bernhard, onder het bevel van generaal Dwight D. Eisenhower, hierbij de leiding van het gewapend verzet op zich had genomen. Als gevolg van de oprichting van de Binnenlandse Strijdkrachten (BS) werden er in Amsterdam op 9 september 1944 tussen vertegenwoordigers van de OD, LKP en RVV besprekingen gevoerd om te komen tot een bundeling en een coördinatie van het Nederlands verzet. De onderhandelingen verliepen moeizaam omdat de drie organisaties hun eigen zelfstandigheid wilden behouden. De uitkomst van de besprekingen was dat op landelijk niveau een zogenaamde Top-Driehoek gevormd werd. In deze Top-Driehoek hadden de vertegenwoordigers van de drie verzetsorganisaties zitting. De sterke persoonlijke tegenstellingen tussen Jan Thijssen enerzijds en jhr. Pieter Jacob Six, Jan van Bijnen en reservekolonel Henri Koot anderzijds stonden aan de top een soepele samensmelting van de RVV, OD en LKP tot de Binnenlandse Strijdkrachten in de weg.
Op 20 september 1944 leidde de besprekingen op landelijk niveau tot de vorming van het Deltacentrum. De reservekolonel Henri Koot nam de leiding van het Deltacentrum op zich en hij vestigde zich in Amsterdam. Koot probeerde daarna de verschillende verzetsorganisaties op een lijn te krijgen. Dit proces verliep tot aan het begin van 1945 zeer moeizaam. Zowel Jan Thijssen als Jan van Bijnen, de leider van de LKP, hadden grote moeite zich in het Delta-verband te schikken. Beiden waren ze bang voor een te grote invloed van de OD. In de laatste week van oktober 1944 kwam de vorming van de Binnenlandse Strijdkrachten in een stroomversnelling. Prins Bernhard gaf opdracht tot opheffing van de OD, LKP en RVV. Hij benoemde de kolonel Henri Koot tot commandant van de Binnenlandse Strijdkrachten. Kort daarna liet Koot een order uitgaan aan alle plaatselijke en gewestelijke commandanten. In deze order stelde hij bekend dat vanaf heden de benamingen OD, LKP en RVV waren vervallen en dat alleen de benaming Binnenlandse Strijdkrachten mocht worden gebruikt. De Binnenlandse Strijdkrachten werden ingedeeld in zes rayons. De rayons waren: Overijssel, Achterhoek, centrum Utrecht, de Veluwe, de Betuwe en de provincie Utrecht. Ten behoeve van het optreden van de BS trok Koot de Operatiecentra van Jan Thijssen en van Jan van Bijnen bij zijn staf.
Toen het Koot duidelijk was dat van Jan Thijssen geen loyale medewerking te verwachten was zette hij op 1 november 1944 Thijssen af en hij gelastte hem met onmiddellijke inwerkingtreding van dit bevel het commando over het Operatiecentrum van de RVV en over de daaronder ressorterende brigades neer te leggen. De leiding van de Radiodienst diende Thijssen onmiddellijk aan een door kolonel Koot benoemde waarnemer over te dragen. Op 7 november 1944 deelde de Raad van Verzet Thijssen mede niet tegen het besluit van Koot in beroep te komen, integendeel, Thijssen werd een uiterst ongedisciplineerde werkwijze verweten dat met name het prestige van de Raad van Verzet had geschaad. Thijssen bleef onverzettelijk. Hij benoemde Gerben Wagenaar tot zijn opvolger bij het Operatiecentrum. Maar met de door kolonel Koot benoemde waarnemer voor de Radiodienst wilde Thijssen niets te maken hebben. Hij weigerde het commando over zijn binnenlands zendernet over te dragen. Thijssen zag de Radiodienst van de Raad van Verzet als zijn eigen creatie en volgens hem maakte het zendernet formeel geen deel uit van de RVV.

## De politiek en het verzet
Tegen het einde van de oorlog kwam helaas toch weer de politiek om de hoek kijken. Vanuit regeringskringen werd het om politieke reden wenselijk geacht dat de verzetsorganisaties hun krachten zouden bundelen. Verscheidene zagen de RVV als een organisatie waarin communisten veel invloed hadden. De algemene gedachte was dat als men de RVV deed opgaan in een wijder verband het gevaar bezworen was dat de Communistische Partij van Nederland (CPN) na de bevrijding wellicht de beschikking zou hebben over een eigen gewapende organisatie van oud-verzetsstrijders.
Voor zover in de RVV een politieke signatuur tot uiting kwam kan hooguit worden gesteld dat deze over het geheel genomen minder rechts was dan die van het OD-kader. De top, de eigenlijke Raad, zou men generaliserend als progressief kunnen kenschetsen. Jan Thijssen zelf was min of meer socialist. Toch werd de RVV door sommigen wel voor een communistische organisatie gehouden. Vooral vanuit de kringen van de OD werd tegen dit vermeende links revolutionaire karakter van de RVV gewaarschuwd. Een fictie die door de Nederlandse regering in Londen en het Bureau Inlichtingen werd geloofd. De voornaamste oorzaak van deze misvatting, buiten de kwaadwilligheid van de RVV-rivalen gerekend, was het feit dat het illegale CPN-blad De Waarheid de RVV-berichten publiceerde en zich met deze organisatie identificeerde. De Raad zelf telde onder haar leden slechts een communist Gerben Wagenaar. Mocht met name in de provincie Noord-Holland de communisten een belangrijk deel van de RVV-manschappen uitmaken, elders in het land was dat veel anders gesteld. Zo had de RVV-brigade Rotterdam voor wat betreft het kader veeleer een liberale inslag. In Twente en het aangrenzende Salland was het gereformeerde geloof veelal richtinggevend voor het handelen van de medewerkers van de RVV-groepen.

## De arrestatie van Jan Thijssen
Op 9 november 1944  reed Jan Thijssen in een auto van het Rode Kruis, gedekt door valse papieren, op de terugweg van Amsterdam naar Rotterdam. Thijssen werd vergezeld door D. Eskes, een van de kopstukken van zijn Radiodienst. Ze deden zich voor als functionarissen van het Rode Kruis. Ze hadden in Amsterdam een bespreking gevoerd met kolonel Henri Koot, de commandant van de Binnenlandse Strijdkrachten. De bespreking had ten doel gehad enige toenadering tussen de standpunten van Koot en van Thijssen te bewerkstelligen. De bespreking was op een mislukking uitgelopen. Thijssen had opnieuw opdracht gekregen om de leiding over de Radiodienst van de Raad van Verzet over te dragen. Thijssen had voet bij stuk gehouden en hij had aan de opdracht van Koot geen gevolg gegeven.
Ondanks het feit dat Gerben Wagenaar het hem uit veiligheidsoverwegingen had afgeraden was Thijssen toch met een Rode Kruis auto terug naar Rotterdam gereden. Op de autoweg tussen Den Haag en Rotterdam werd de auto door leden van de Sicherheitspolizei und SD aangehouden. De Sicherheitsdienst (SD) was gewaarschuwd, dat er die dag op die betreffende autoweg een wapentransport zou passeren en de SD wist dat gedropte wapens soms in Rode Kruis auto's werden vervoerd. SS-Hauptscharführer Heinrich Kurt Otto Haubrock en een aantal leden van de SD hadden op de autoweg tussen Den Haag en Rotterdam een controlepost ingericht. De auto werd aangehouden en de inzittenden van het voertuig werd verzocht om uit te stappen. Toen Thijssen in zijn volle lengte voor Haubrock stond werd hij door Haubrock herkend. Thijssen, Eskes en hun chauffeur werden door de SD gearresteerd en naar Den Haag afgevoerd.
Thijssen had een brief van kolonel Koot bij zich. In deze brief stond te lezen dat Koot hem op 1 november 1944 had afgezet als hoofd van het Operatiecentrum van de RVV. Tijdens het verhoor dat volgde ontkende Thijssen urenlang dat hij de Thijssen was die men zocht. Ten slotte bekende Thijssen. Hij vroeg wie hem had verraden. Haubrock wist dat Thijssen links georiënteerd was. Haubrock achtte het in het belang van het verhoor om de bestaande tegenstellingen in de illegaliteit te verscherpen en uit te buiten vandaar dat hij bevestigde dat Thijssen door de politieke rechterzijde van het verzet was verraden. Thijssen antwoordde dat hij dat wel had verwacht. Terwijl door een provocateur van de SD in kringen van de RVV het bericht werd verspreid dat Thijssen door de OD-top was verraden, liet Thijssen zichzelf door de SD misleiden. Thijssen was ervan overtuigd dat Six, die van de autorit van Amsterdam naar Rotterdam af wist, de tipgever was.
De kopstukken van de SD waren zich ervan bewust dat ze een van de belangrijkste leiders van de illegaliteit in handen hadden gekregen. SD/SS-Sturmbannführer Joseph Schreieder werd gewaarschuwd en kwam uit Zwolle onmiddellijk naar Den Haag. Thijssen werd verhoord. Hij legde een uitstekende houding aan de dag. Hij gaf alles wat hem zelf betrof toe. Hij noemde echter geen namen en adressen van andere personen met wie hij had samengewerkt. Tientallen namen en adressen waren Thijssen bekend. Hij hield ze alle geheim. Ook de rol die D. Eskes had gespeeld verzweeg hij. Daarom werd Eskes na zijn arrestatie naar een spitterskamp in Zevenaar gestuurd. Thijssen deed wel mededelingen over zijn conflict met jhr. Pieter Jacob Six en de kolonel Henri Koot. Op dat punt stond hij namelijk zwak, doordat hij bij zijn arrestatie de brief van 1 november 1944 van de kolonel Koot bij zich had.

## Het Huis van Bewaring in Zwolle
Na het verhoor liet Joseph Schreieder Thijssen naar het Huis van Bewaring in Zwolle overbrengen. De verhoren werden daar voortgezet. Al die tijd zat Thijssen in Zwolle gevangen wetende dat hij een "Todeskanditat" bij uitstek was. Hij vertrouwde misschien op de steun die hem was toegezegd door Schreieder. Maar hij twijfelde of die steun op het beslissende moment van voldoende waarde zou zijn. Zijn gemoedsstemmingen vond men uitgedrukt in een aantal inscripties die hij op de muur van zijn Zwolse cel had aanbracht.
Denkend aan het risico dat hij had genomen, door de goede raad van Gerben Wagenaar in de wind te slaan en toch gebruik te maken van de Rode Kruis-auto, schreef hij:
Hier vervloekt men zichzelf.
Denkend aan zijn vrouw, zijn dappere kameraad in het verzet, schreef hij:
Haast buigt mij het moede hoofd ter rust. O waar het van uw arm omvangen, in het luisteren naar uw toverzangen en van uw mond in slaap gekust.
Denkend aan de glorie van zijn illegale werk, zijn door Londen zo warm gewaardeerde Radiodienst, schreef hij:
Het is niet nodig om te hopen om iets te ondernemen, noch te slagen om vol te houden.
Denkend aan zijn wellicht snel naderende levenseinde schreef hij:
Sterven is een beetje vertrekken! Het hart kent zijn eigen droefheid alleen.

Maar dan braken toch weer de formidabele wilskracht en zijn ontembare energie door, die hij in zijn gehele illegale loopbaan aan de dag had gelegd. Hij schreef: 
Ons slaat geen stormwind neder.
Willem Johan van Hoorn Alkema, de secretaris van het Operatiecentrum van de RVV, kreeg enige tijd na de arrestatie van Thijssen een briefje van een meisje dat in een cel naast die van Thijssen gevangen had gezeten. Het briefje bevatte een boodschap die zij op verzoek van Thijssen uit haar hoofd had geleerd. In het briefje stond dat hij wist wie hem verraden had. Maar Jan Thijssen noemde de naam van de persoon niet.
D. Eskes werd na een week door drie beambten van de SD gehoord. Het verhoor had weinig om het lijf. Samen met de chauffeur van de Rode Kruis-auto werd Eskes als straf tewerkgesteld in een spitterskamp in Zevenaar. Op 20 november 1944 ontsnapte D. Eskes door middel van een gecombineerde actie tussen de LKP en de RVV uit het spitterskamp te Zevenaar.
Na zijn ontsnapping nam Eskes de draad weer op. Hij reorganiseerde de Radiodienst van de Raad van Verzet. Floor van der Laaken, een van de medewerkers van de Radiodienst werd commandant in het westen van het land. Eskes werd de commandant in het oosten en tevens waarnemend hoofd van de Radiodienst. Op 9 februari 1945 werd in een boerderij in Hoogenweg (gemeente Hardenberg) door de SD een radiozender van de Zendgroep Oost uitgepeild. De in de boerderij werkzame leden van de Radiodienst waaronder Van der Laaken en Eskes werden door de SD gearresteerd. Op 4 april 1945 werden Van der Laaken en Eskes samen met Ben Buunk (1917-1945), een agent van het BI die voor de Radiodienst van de Raad van Verzet werkte, aan de Geldersedijk in Hattem gefusilleerd. Eskes werd als hoofd van de Radiodienst opgevolgd door mr. Tom Schadd. Tot aan het einde van de oorlog hebben de naaste medewerkers van Thijssen zijn werk voortgezet. Zoals Jan Thijssen had gewild heeft de Radiodienst van de Raad van Verzet altijd zijn zelfstandigheid behouden, zowel ten opzichte van de RVV als ten opzichte van het hoofdkwartier van de Binnenlandse Strijdkrachten.

## De terechtstelling bij de Woeste Hoeve
Op 8 maart 1945 werd Jan Thijssen samen met 116 verzetsstrijders bij de herberg de "Woeste Hoeve" aan de Arnhemse weg in Beekbergen (gemeente Apeldoorn) gefusilleerd. Het was een represaille voor een overval die door de illegaliteit twee dagen eerder op die plaats was uitgevoerd. Bij deze overval was de Höhere SS- und Polizeiführer Hans Albin Rauter zwaargewond geraakt. Tijdens de terechtstelling probeerde Thijssen als enige te vluchten. De overmacht aan Duitsers was echter te groot. Onder de 116 verzetsstrijders, die samen met Thijssen het leven lieten, waren vele medewerkers van de Radiodienst van de Raad van Verzet waarmee Thijssen had samengewerkt. Na de oorlog werd Thijssen op het Ereveld Loenen begraven.

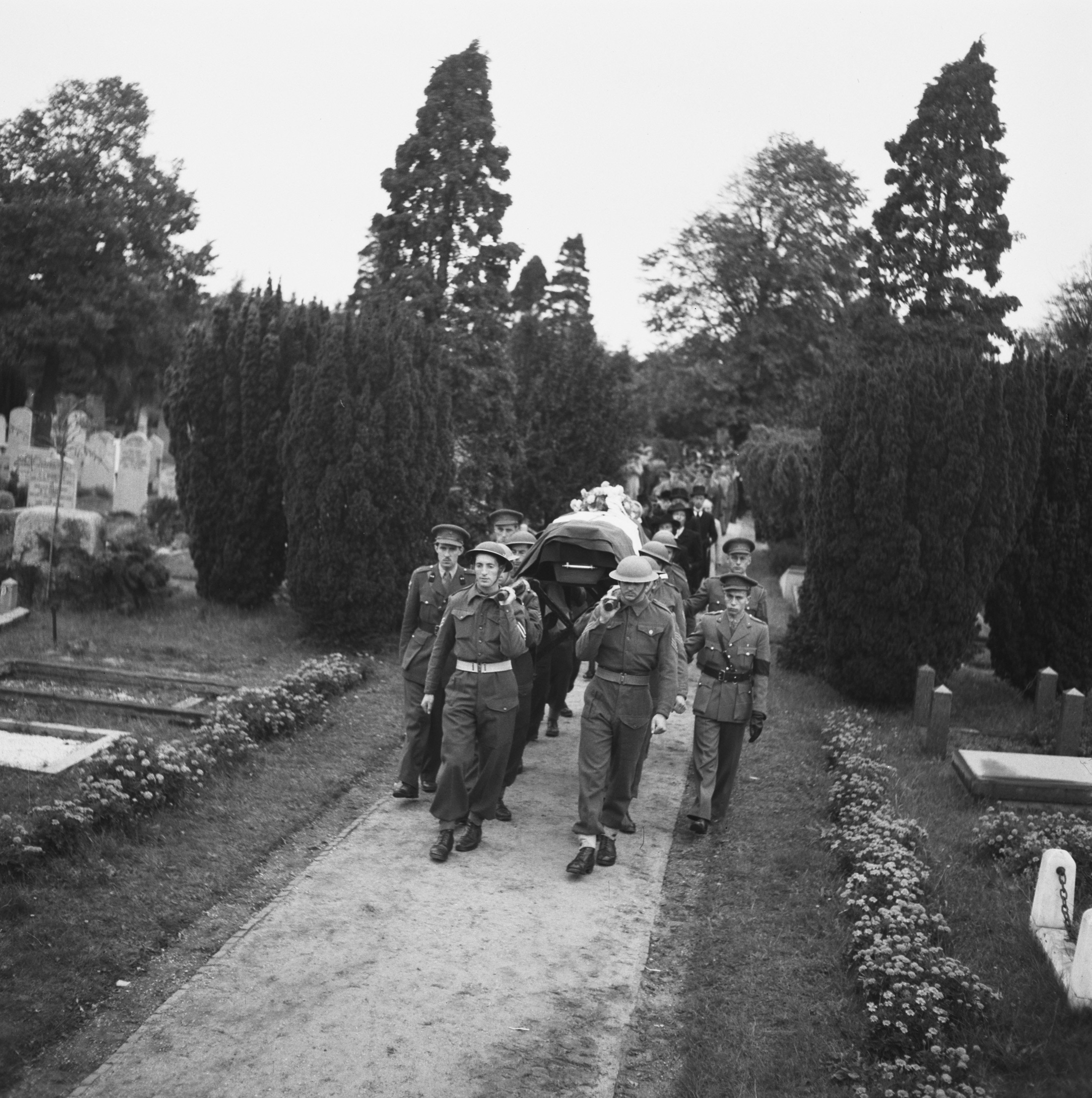
Jan Thijssen, bijgenaamd "Lange Jan", met militaire eer op het Ereveld Loenen begraven

## Eerbewijzen en onderscheidingen
- De Bronzen Leeuw, KB nr.24 van 14 december 1949 (door Koningin Juliana postuum toegekend)
- The Medal of Freedom met zilveren palmbomen (Op 8 april 1953 postuum toegekend)
- Een monument bij de "Woeste Hoeve" ter nagedachtenis aan de slachtoffers van de fusillade
- In Bussum, Rijswijk, Den Haag, Oss, Vlaardingen en andere steden is een straat naar Jan Thijssen vernoemd.
- Postuum erelid van de Vereniging voor Experimenteel Radio Onderzoek in Nederland. (VERON).